# Ана Шомло
Ана Шомло (Неготин, 27. март 1935 — 9. јул 2024) била је српска књижевница и новинарка јеврејског порекла која је живела у граду Нетанија у Израелу. Ана Шомло писала је кратку прозу и романе. Такође је и најеминентнији српски преводилац са хебрејског језика.

## Биографија
Ана Шомло је рођена 1935. године у Неготину (отац Мирослав, мајка Будимка, рођ. Смедеревац). Рано детињство провела је у Неготину. Њен отац је, током 1941. и 1942, у два наврата био интерниран у логору у близини Зајечара. Ана је, са сестром, до 1943. била код рођака у Вршцу, после чега се вратила у Неготин. Због антисемитских мера немачких власти, са оцем и сестром побегла је у Малајницу, а затим у Хомољске планине, где су се скривали до краја рата. После рата, са породицом је напустила Неготин и преселила се у Вршац. Од 1946. до 1948, живела је у Панчеву, где је њен отац пројектовао мост који повезује Панчево и Београд. По завршетку радова на мосту, породица се преселила у Нови Сад.
Дипломирала је Оријенталну филологију и књижевност на Београдском универзитету. Добивши стипендију JOINT-а, 1957. године, уписала је постдипломске студије у Јерусалиму где је боравила две године ради усавршавања хебрејског и арапског језика. Током боравка у Израелу, почела је да шаље прилоге за Политику, а по повратку у Београд, запослила се у часопису Дуга. На новоформирану Телевизију Београд, прешла је 1960. године. Поред рада на Телевизији, писала је, преводила и давала часове хебрејског језика. Уређивала је ТВ- Ревију и часопис РТВ - Теорија и пракса.
Ана Шомло је добар део свог радног века провела као новинар, радећи на Телевизији Београд. Имала је прилике да се упозна са многим значајним личностима из разних сфера, а као продукт тог њеног искуства је и књига коју је објавио Центар за истраживање Радио-телевизије Србије „Бити и опстати на телевизији” коју чине интервјуи са значајним и популарним личностима тадашње Југословенске телевизије, међу којима и са Радивојем Лолом Ђукићем, Душанком Калањ, Мићом Орловићем, Иваном Хетрихом, Сандом Лангерхолц, Здравком Шотром, Ангелом Миладиновим, и другима. О свом искуству рада на телевизији, Ана Шомло је рекла:
У свом дневнику бележила сам утиске о људима које сам сретала, опчињености телевизијом. Били су у оно време веома значајни. О неким од њих ништа, сем читуље, није објављено. Записала сам у дневник и белешке о својим путешествијима по селима са Захаријем Трнавчевићем, док сам радила у Емисији за село, залеђеним путањама и пешачењу, нашој заслузи за довођење воде у село Кључ. Био је ту разговор са кино-аматерима Душаном Макавејевим, Коканом Ракоњцем, Жиком Павловићем…о њиховој жељи да се професионално баве филмом. У њиховом клубу упознала сам и Бату Живојиновића који се тада надао да ће добити прву праву улогу.
Као врсни познавалац хебрејског језика и израелске књижевности, Шомло је дала велики допринос у области преводилаштва са хебрејског на српски језик. Објавила је велики број књижевних превода. Била је посвећена састављању речника и енциклопедијском раду. Саставила је и „Хебрејско–српскохрватски и српскохрватско–хебрејски речник” и објавила уџбеник „Учите сами хебрејски”. Као преводилац са хебрејског, и на хебрејски језик, дала је значајан допринос учвршћивању српско-хебрејских културних и књижевних веза те промоцијом израелске књижевности у свету за шта је и награђена 2005. године признањем „Калат хаор”. Сарадник је неколико енциклопедија: у Просветиној „Енциклопедији” (Београд, 1969) је писала одреднице о израелској књижевности. У "Encyclopaedia Judaica" (Кетер, Јерусалим 1974) писала је о књижевницима јеврејског порекла са јужнословенског подручја. У „Хрватском Опћем лексикону” (Лексикографски завод Мирослав Крлежа, 1996) пише о савременим израелским писцима.
Ана Шомло, бавила се и књижевним стваралаштвом. Објавила је неколико романа и збирки кратких прича. За збирку прича Поново у Јерусалиму, добила је награду израелског Министарства за усељење 1996. године. Можда и најзанимљивије књижевно остварење Ане Шомло је њена књига „Миленина писма Кафки” објављена 1988. године. О овој књизи и идеји да се упусти у истраживање емотивне везе између чувеног писца Франца Кафке и Милене Јасенске, Ана Шомло је рекла:
Књига „Миленина писма Кафки” настала је случајно. Једне мајске вечери срела сам на углу Сарајевске и Улице Милоша Поцерца у Београду, Зорана Глушчевића, писца „Кључеви за Замак Франца Кафке” (1971). У разговору сам поменула да читам Кафкина „Писма Милени”.
–То су најлепша љубавна писма!” потврдио је моје мишљење Глушчевић. –Штета што су Миленина писма заувек изгубљена, закључио је.
–Нисам сигурна у то, написаћу их поново, рекла сам, убеђена да ништа не може заувек да нестане.
–Одговорићу на Кафкина писма, рекла сам…
Зоран је моје олако изречене речи озбиљно схватио и стално ми се јављао да ме пита, да ли сам већ почела да пишем Кафки. Тако су кренула моја истраживања живота Милене Јесенске и њене љубави са Кафком, путовање у Праг, трагање за њиховим животима. Моја књига „Миленина писма Кафки” објављена је након 17 година у издању Књижевне заједнице Новог Сада.
Осим књижевном, новинарском и преводилачком раду, Ана Шомло је деценијама била посвећена раду Јеврејске заједнице у Београду. Била је активан члан Савеза јеврејских општина и председница Културне комисије Савеза, а именована је и за доживотну потпредседницу Јеврејске општине Београд. Од 2000. до 2003, била је председница Удружења Јевреја из бивше Југославије у Израелу. Уређивала је гласило удружења Мост.
Од 1992. године живела је и радила у Израелу. Сарађивала је са бројним српским књижевним часописима где је објављивала прозу и преводе са хебрејског језика. Приче на хебрејском језику објављивала је и у израелским часописима Мознаим, Итон 77 и Јерушалајим.
Преминула је 9. јула 2024. године у Израелу.

### Романи
- "Леа Штрасер" (Независна издања Слободана Машића, Београд, (1980)
- "Гласови дијаспоре" (Књижевне новине, Београд, 1985)
- "Миленина писма Кафки" (Књижевна заједница Новог Сада, 1988)
- "Као…" (Спектар, Загреб 1983, Просвета, Београд, 1990)
- "Хазари или обнова византијског романа", разговори са Милорадом Павићем (БИГЗ, Београд, 1990)
- "Била сам твоје море: преписка Франца Кафке и Милене Јесенске", (Пешић и синови, Београд, 2005)
- "Жути пркос" ("Инђић", Београд, 2006)

### Збирке прича
- "Поново у Јерусалиму" (Босанска књига, Сарајево, 1997) и Просвета, Београд 2006)
- "Идуће године у Јерусалиму" (Мирослав, Београд, 2000)
- "После много година" (Кућа поезије, Бања Лука, 2019)

### Преводи са хебрејског језика
- превод романа Ахарона Апелфелда "Баденхајм 1939" (Дечје новине, Београд, 1989)
- превод (и приређивање) књиге "Антологија кратких прича Израела" Багдала, Крушевац, 1995)
- превод (и приређивање) књиге "Антологија израелске поезије и прозе" (Зидне новине, Сарајево, 1995)
- превод збирке есеја израелског политичара Шимона Переса "Ново Постање" (БМГ, Београд, 1999)
- превод докторске дисертације Лили Халперт Замир "Данило Киш: једна мрачна одисеја" (Атенеум, Београд, 2000)
- превод романа "Накит" Шуламит Лапид, (Клио, Београд, 2004)
- превод књиге "Лављи мед – Мит о Самсону" Давида Гросмана, (Геопоетика, Београд, 2006)
- превод књиге (заједно са ћерком Елом Крстић) "Холокауст и његово значење" Јисраела Гутмана, Хаима Шацкера, (Завод за уџбенике, Службени гласник, Београд, 2010)
- превод (и приређивање) књиге "Моћ говора и друге израелске приче" (Кућа поезије, Бања Лука, 2014)
- превод (и приређивање) књиге "Антологија савремене израелске поезије" (Кућа поезије, Бања Лука, 2015)

### Остала издања
- књига интервјуа "Бити и опстати на телевизији", (Радио-телевизија Србије, Београд, 2004)
- "Мој свет књига: дневник читања" (Пешић и синови, Београд, 2008)

### Речници и уџбеници
- "Хебрејско–српскохрватски и српскохрватско–хебрејски речник" (Удружење југословенских Јевреја у Израелу, Тел Авив, 1993)
- "Учите сами хебрејски" (Издање аутора, Натанија 1996)
- "Хебрејско–српски речник", Јасен, (Београд, 2007)

### Награде и признања
- награда "BUKI FINCI" за књигу "Миленина писма Кафки" (1990)
- диплома Организације "Пријатељи деце Србије" за роман "Као..." (1990)
- награда израелског Министарства за усељење за збирку прича "Поново у Јерусалиму" (1996)
- признање "Калат хаор" (Лауреат светлости), за дугогодишњи рад на афирмацији израелске књижевности у свету (2005)
- признање "Повеља за преводилаштво и међународну сарадњу" Куће поезије из Бања Луке и Удружења књижевника Српске (2015)
- признање "Повеља за изузетан допринос и јачању веза између Израела и Србије", Министарства спољних послова Израела, Израелско-српског привредног друштва и Парламентарног одбора израелско-српског пријатељства (2016)